# Fietstrommel

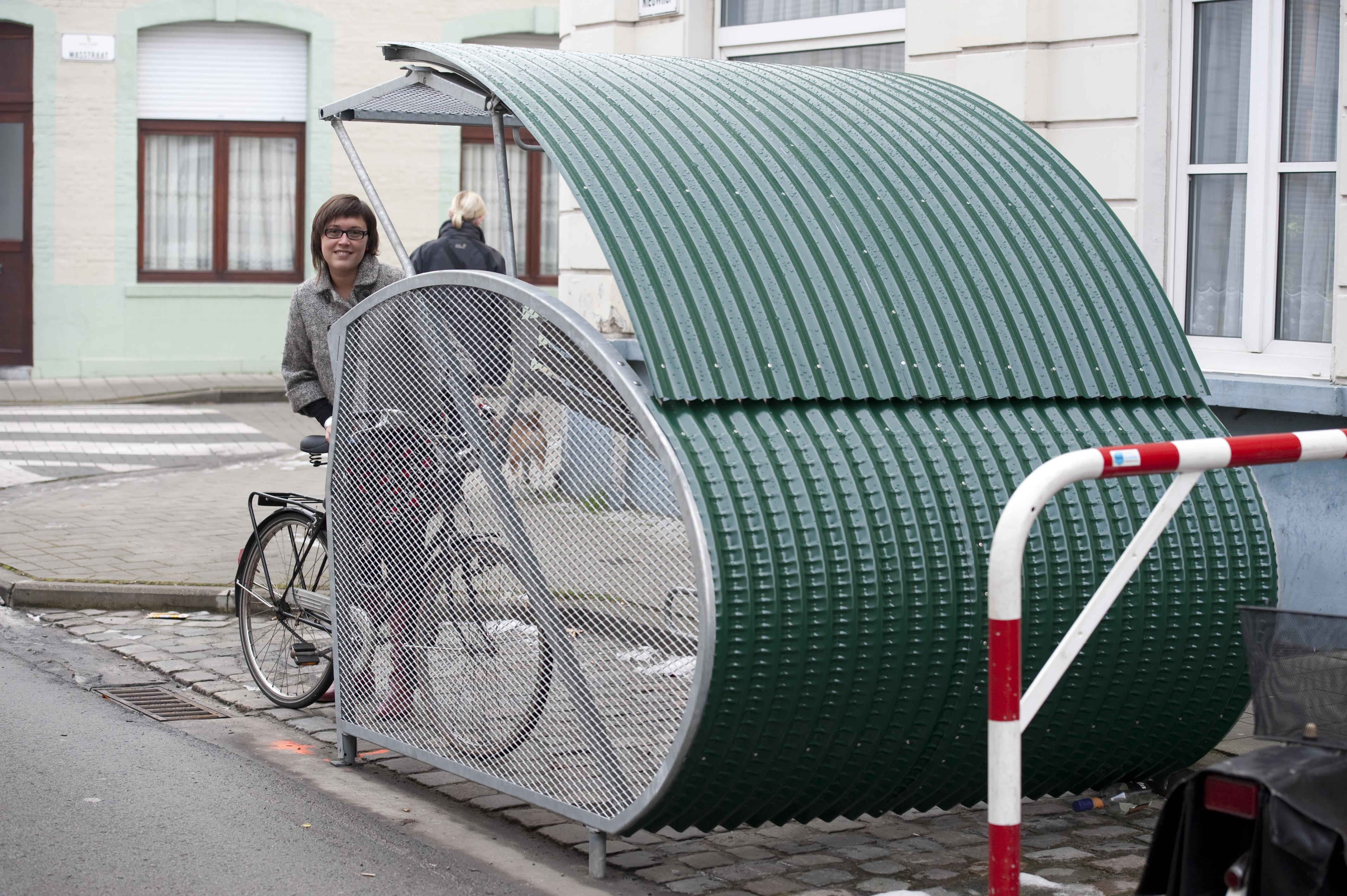
Fietstrommel w Gandawie

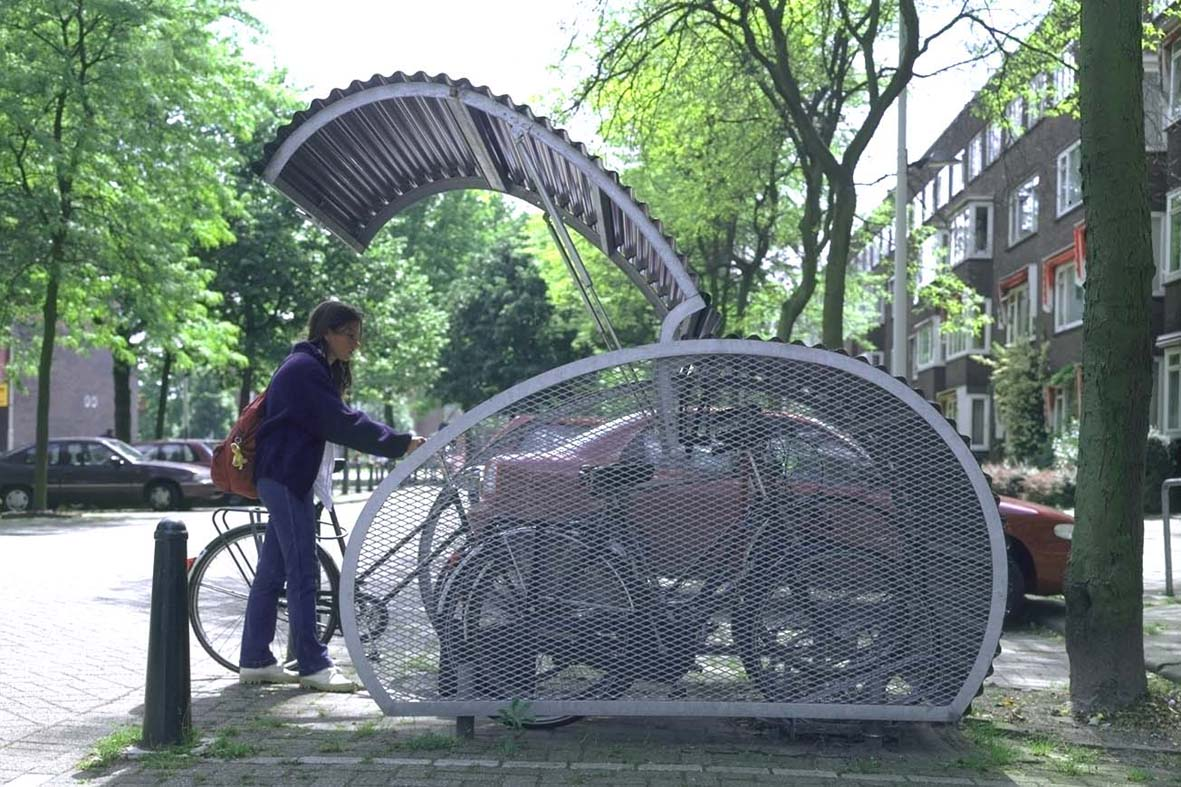
Fietstrommel w Rotterdamie

Fietstrommel – niewielka uliczna i zamykana skrytka na rowery.
W dzielnicach mieszkalnych zachodnich miast stawia się je przy drogach publicznych by zapewnić miejsce na rowery mieszkańcom, którzy nie mogę przechowywać ich w domach. W jednej skrytce mieści się zazwyczaj pięć miejsc dla standardowej wielkości rowerów.
W Holandii to zazwyczaj gminy stawiają i serwisują skrytki. Mieszkańcy natomiast wykupują subskrypcje.